# Équipe d'Éthiopie féminine de volley-ball
L'équipe d'Éthiopie féminine de volley-ball est l'équipe nationale qui représente l'Éthiopie dans les compétitions internationales de volley-ball féminin. 
Les Éthiopiennes ont participé à deux phases finales de Championnat d'Afrique ; elles terminent huitièmes en 1991 et cinquièmes en 1993.